# 太田宏介
太田宏介（日語：おおた こうすけ，1987年7月23日—），日本職業足球員，現效力日乙球隊町田澤維亞，前日本國家足球隊成員。

## 俱樂部生涯
太田宏介出生在东京，从5岁时开始足球训练。他是一名左脚将，可以踢左边后卫、左边前卫的位置，有一脚出色的直接任意球技能。
作为FC东京的主力左后卫，太田宏介以其稳健防守和出色的助攻能力获得了主教练波波维奇的认可，在亚冠小组赛的前4轮比赛中他场场首发出场。
自从2015年底的时候，太田宏介宣布转会加盟荷甲维特斯。太田宏介在维特斯有26场出场亮相。
太田宏介入选荷兰媒体评选的上轮荷甲联赛最佳阵容。维特斯3比0战胜海伦芬的比赛中，太田宏介在上半场贡献一个助攻，这是他登陆欧洲后的第一个助攻。
维特斯官网1月6号正式宣布，球队中的左后卫太田宏介将回归加盟自己的老东家FC东京。
名古屋鲸鱼今日公布了球队从FC东京获得后卫队员太田宏介的消息。
本赛季在日职出场机会明显变少，他选择自由身加盟澳职球队。
澳职珀斯光荣官方宣布名古屋鲸鱼的左边卫太田宏介正式加盟，双方签署一份为期一个赛季的合同，他也成为本赛季效力澳职的第5名日本球员。
2022年7月18日，町田泽维亚官宣，前国脚后卫太田宏介从澳职珀斯光荣转会加盟球队。

## 國家隊生涯
参加过土伦杯和2007年U20世界杯，曾经在2010年和2011年亚洲杯预选赛上代表日本队出场，也是上届亚洲杯的大名单成员，但是并未进入最后名单。
阿吉雷上任后，在6场比赛中给太田宏介2场比赛的机会，分别在对巴西和澳洲比赛中出场，结果在澳洲比赛后他获得亚洲杯门票。
2014年12月31日，亚足联官网更新了参加2015年亚洲杯的16强大名单。太田宏介入选国家队23人大名单。
2015年7月23日，太田宏介入选了国家队参加2015年东亚盃的23人大名单。

## 個人生活
太田宏介在2014年曾出演日剧假面骑士。
太田宏介非常喜欢使用博客、推特等社交软件，因此在日本球迷中得名：“博客王子”。
据日本媒体《产经新闻》消息，前日本国脚太田宏介于今日与日本女模特福间文香正式结婚。据知情人士透漏，其实两人早已于月初提交了结婚申请书。

## 外部連結
- 太田宏介 公式ブログ Powered by LINE（页面存档备份，存于）
- オフィシャルブログ（页面存档备份，存于） (2011年8月 - )
- オフィシャルブログ（页面存档备份，存于） (2008年9月 - 2011年8月)
- 太田宏介 Kosuke Ota的X（前Twitter）
- 太田宏介 Kosuke Ota的Instagram帳戶
- オレたちの世代 FILE 018 太田宏介［清水］，存于 - Jリーグ選手協会 (2009年2月18日)
- YouTube上的TOKYO PLAYER INTERVIEWS #20 太田宏介 - FC東京公式チャンネル (2013年8月21日)
- 太田宏介 – FIFA國際賽競賽紀錄 (存檔)（英文）
- 太田宏介在National-Football-Teams.com的資料（英文）
- Soccerway資料庫：太田宏介 （英文）
- 太田宏介在ESPN FC中的档案（英文）
- プロフィール（页面存档备份，存于） - Jリーグ
- プロフィール (2008年)，存于 - 横浜FC
- プロフィール (2011年)，存于 - 清水エスパルス
- プロフィール（页面存档备份，存于） - フィテッセ（荷兰文）
- プロフィール（页面存档备份，存于） - FC東京
- 【インタビュー】太田宏介（FC東京）「『もっと上に行きたい』という思いを強く持つようになった」(1/3)（页面存档备份，存于） , (2/3)（页面存档备份，存于） , (3/3)（页面存档备份，存于） - SOCCERKING (2015年1月24日)